# Hohensachsen
Hohensachsen ist ein Stadtteil von Weinheim, der 17 Kilometer von Mannheim und 13 Kilometer von Heidelberg entfernt an der Bergstraße in Baden-Württemberg liegt. Der Stadtteil hat die Postleitzahl 69469 und 2684 Einwohner (Stand 31. Dezember 2020).
Von Weinheim aus fährt man in den alten Ortskern von Hohensachsen hinein. Nördlich und westlich des alten Ortskerns entstanden im Verlauf der letzten Jahre Neubaugebiete. Hohensachsen besitzt eine Grundschule, zwei Kindergärten sowie ein Sportzentrum und eine Sporthalle mit Hallenschwimmbad.

## Geographie

### Lage

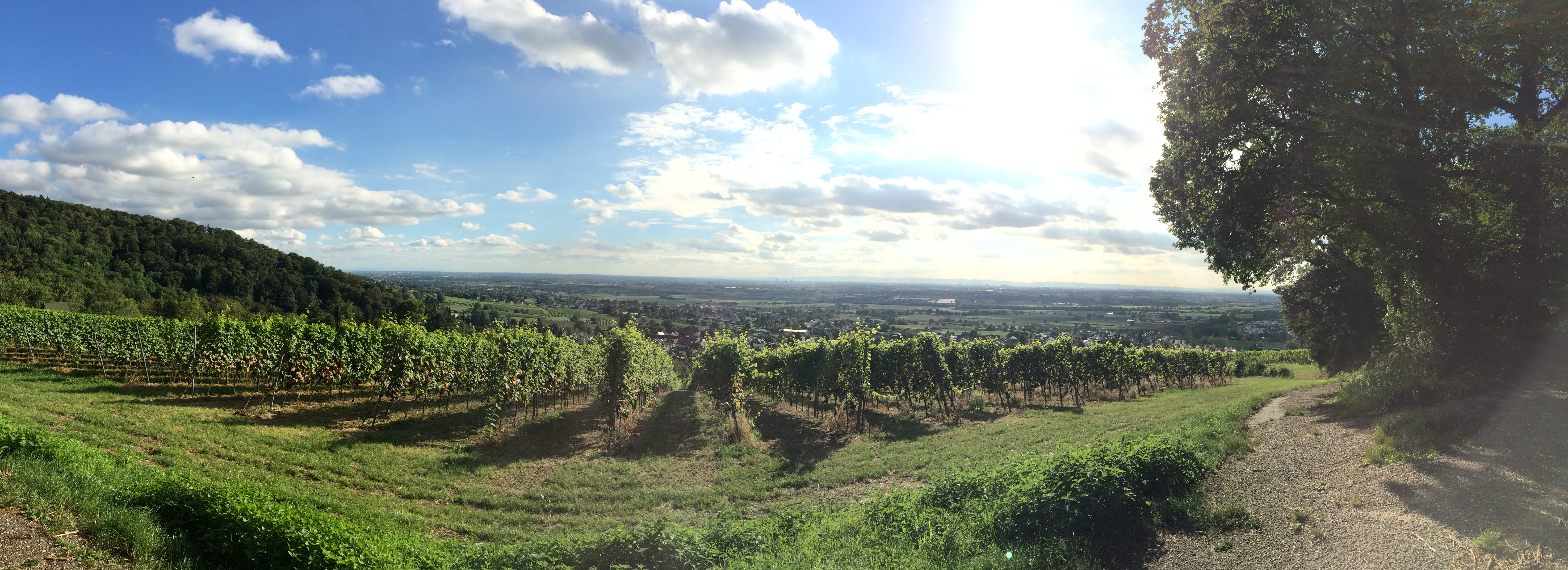
Blickrichtung in die Ebene

Hohensachsen liegt an der Bergstraße im Rhein-Neckar-Dreieck und stößt auf den Westrand des Odenwaldes. Der Ort erstreckt sich vom Gebirgsrand und einer Höhe von 97 m NN bis in den kristallinen Odenwald auf 340 m NN. Der hügelige Teil der Ortschaft wird durch einen Bach von Osten nach Westen durchzogen. Die Westgrenze der kleinen Gemarkung von Hohensachsen bildet eine alte Neckarschlinge, an der sich Ackerland und Wiesen befinden. Am Ausgang des Baches aus dem Odenwald liegt der Ortskern.
Durch die Rheinebene und die Lage an der Bergstraße herrscht in Hohensachsen ein mildes Klima. Milde Winter und warme Sommer sind für die Region charakteristisch. Die Niederschlagsmenge beträgt durchschnittlich 600–700 mm. Die Jahresdurchschnittstemperatur beträgt ca. 10,5 °C. So ist die Gegend um Hohensachsen ein beliebtes Weinanbaugebiet.

### Ortsgliederung
Im Zentrum des Dorfes liegt der alte Ortskern. Hier befindet sich unter anderem das Rathaus und die katholische sowie die evangelische Kirche. Das Siedlungsbild von Hohensachsen ist durch den alten Ortskern und die unterschiedlichen Neubauzonen hauptsächlich nördlich und westlich davon, gekennzeichnet. Der Grundriss des alten Dorfes wird durch den Verlauf der Hauptstraße, welche von Großsachsen durch Hohensachsen nach Weinheim führt, und die von ihr abzweigende Talstraße, sowie ein Bündel kleinerer Seitenstraßen gekennzeichnet. Die Ortserweiterungen liegen im Westen im Bereich der Schulstraße, die eine Verbindung zur OEG-Haltestelle herstellt.

## Geschichte

### Bis zum 19. Jahrhundert
Ursprünglich gehörte Hohensachsen zu der Gruppe Siedlungen, die als Sachsenheim bezeichnet wurden. Der Name „Sahsenheim“ wird erstmals in einer im Lorscher Codex enthaltenen Urkunde vom 30. Juni 770 erwähnt. Der Name Sahsenheim bezeichnete wahrscheinlich die Siedlungen im Bereich der drei Sachsenorte. In dieser Urkunde vermacht Uoda, eine Gottgeweihte, ihren Besitz, Weinberge, Wohnhäuser, Scheunen und Stallungen in Sachsenheim, dem Lorscher Kloster. Uodas Vater war Teutacar und ihre Mutter Freihada, adlige Grundherren, die an der Bergstraße Besitz und Macht besaßen. Es wird angenommen, dass die alten Grundmauern, die heute noch den Friedhof von Hohensachsen umgeben, zu diesem Anwesen gehörten.
Sahsenheim stand seit der Gründung des Reichsklosters Lorsch im Jahre 763 in engem Zusammenhang mit dessen Einfluss und Macht. Durch diverse Lehen und Schenkungen entstanden zwischen dem Lorscher Kloster und Sahsenheim ständig sich ändernde Machtbeziehungen. So waren vom 9. bis 11. Jahrhundert durch Lehen oder Schenkungen der Graf Liuther von Leutershausen, der Bischof Albero, das Kloster von Altenmünster sowie das Stephanskloster bei Dossenheim in Hohensachsen begütert. Von größerer Bedeutung ist eine Urkunde aus dem Jahr 989, als eine Adelige namens Geriniu „zwei Anteile an der Basilika in Sahsenheimer marcun“ dem Kloster Lorsch betrug. Die Kirche stand innerhalb der Mauern des alten Friedhofes von Hohensachsen. Sie war dem heiligen Apostel Jakobus dem Älteren geweiht und war für längere Zeit der religiöse Mittelpunkt der drei Sachsenorte. Die Kirche lag erhöht und abseits vom Ort und war vermutlich von Anfang an als Pfarrkirche für alle drei Sachsenorte gedacht. In einem alten Grundbuch der Gemeinde ist heute noch eine einfache Skizze des Gotteshauses enthalten. Im 12. Jahrhundert ist Hohensachsen, mit seinen Nachbarorten aufgrund der Lorscher Vogtei unter pfälzische Oberhoheit gekommen. Ab dem Jahr 1548 ist die Gemeinde Hohensachsen urkundlich zu fassen. An ihrer Spitze, ein Schultheiß und 6 Gerichtsschöffen. Schon damals enthält das Siegel der Gemeinde eine Darstellung des Gemeindewappens. Später werden diesem die wittelsbachischen Farben zugrunde gelegt. Das Rathaus von Hohensachsen weist in seinem Erdgeschoss die Jahreszahl 1538 aus. Allerdings ist das heutige Rathaus nicht mehr das von 1538, da dieses durch die Franzosen 1674 niedergebrannt wurde. Das heutige Rathaus befindet sich aber auf den Fundamenten des alten Rathauses. Eine Schule kann in Hohensachsen seit dem Jahr 1578 nachgewiesen werden. Im Jahr 1707 übernahmen die Katholiken das Schulhaus, welches sich damals beim Pfarrhaus befand. 1790 wurde ein neues Schulhaus bezogen. Da die Reformierten nun keine eigene Schule mehr besaßen, führten sie zeitweilig den Unterricht in der Kirche fort. Bis sie schließlich ebenfalls um 1790 ein eigenes Pfarr- und Schulhaus errichteten. Im Jahr 1829 wurde es renoviert. Beide Schulhäuser dienten allerdings ab 1876 auch der Simultanschule, worauf die Gemeinde schließlich 1905 das noch heute benutzte Schulhaus erbaute.

### 20. Jahrhundert
Ebenfalls um die Jahrhundertwende wurde eine zentrale Wasserversorgung in Hohensachsen geschaffen. Im Jahr 1936 wurde ein Hochbehälter erstellt und durch neue Quellfassungen in Ritschweier erweitert. Außerdem wurde im Jahr 1907 die elektrische Stromversorgung in Hohensachsen eingeführt.
Nach dem Zweiten Weltkrieg nahm Hohensachsen über 350 Heimatvertriebene auf, dadurch entstand im Ort eine große Wohnungsnot. Dieser konnte jedoch durch den Bau von neuen Einfamilienhäusern und Behelfsheimen entgegengewirkt werden. Anschließend wurden in den nächsten Jahren Neubaugebiete westlich und nördlich des alten Ortskerns erschlossen. Damit war der Zustand der Wohnungsnot endgültig behoben. Im Jahr 1960 wurde in Hohensachsen der Bau des neuen Friedhofs mit Kapelle und Leichenhalle abgeschlossen. In dieser Zeit wurde ebenfalls mit dem Bau der Ortskanalisation begonnen. Der größte Investition der Gemeinde war jedoch, neben dem Ausbau aller Ortsstraßen, der Neubau der Sporthalle mit Hallenschwimmbad. Diese wurde am 10. März 1970 eingeweiht. Am 1. Januar 1973 wurde Hohensachsen in die Stadt Weinheim eingegliedert. Dies geschah im Rahmen der damaligen Gemeindereform in Baden-Württemberg.

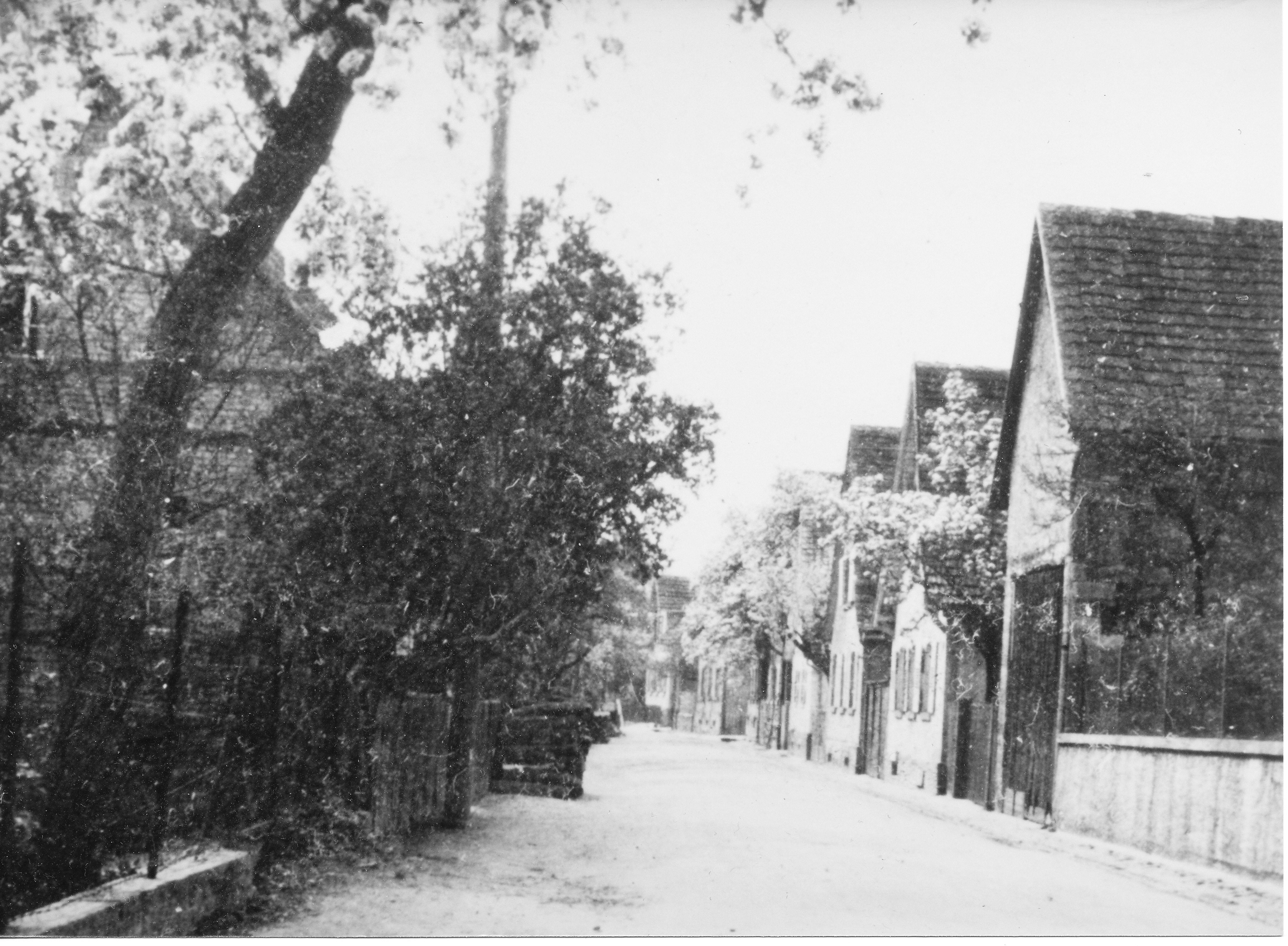
Kaiserstraße im April 1932 auf Höhe des heutigen ev. Kindergartens, Blickrichtung Westen

### Name
Hohensachsen gehörte zu der Gruppe Siedlungen, die als Sachsenheim bezeichnet wurden. Der Name „Sachsenheim“ kommt ursprünglich von einem adligen Herren namens „Sahst“ oder „Sachso“ der sich in der Gegend von Hohensachsen niederließ. In vielerlei älteren Urkunden ist ebenfalls von „Sahsenheim“ die Rede. Die drei Sachsenorte Hohensachsen, Lützelsachsen und Großsachsen, werden erstmals ab dem Jahre 877 namentlich in Urkunden unterschieden: In Sahsenheim minor (Lützelsachsen), Sahsenheim superior (Hohensachsen) und Sahsenheim major (Großsachsen).

### Bevölkerungsentwicklung

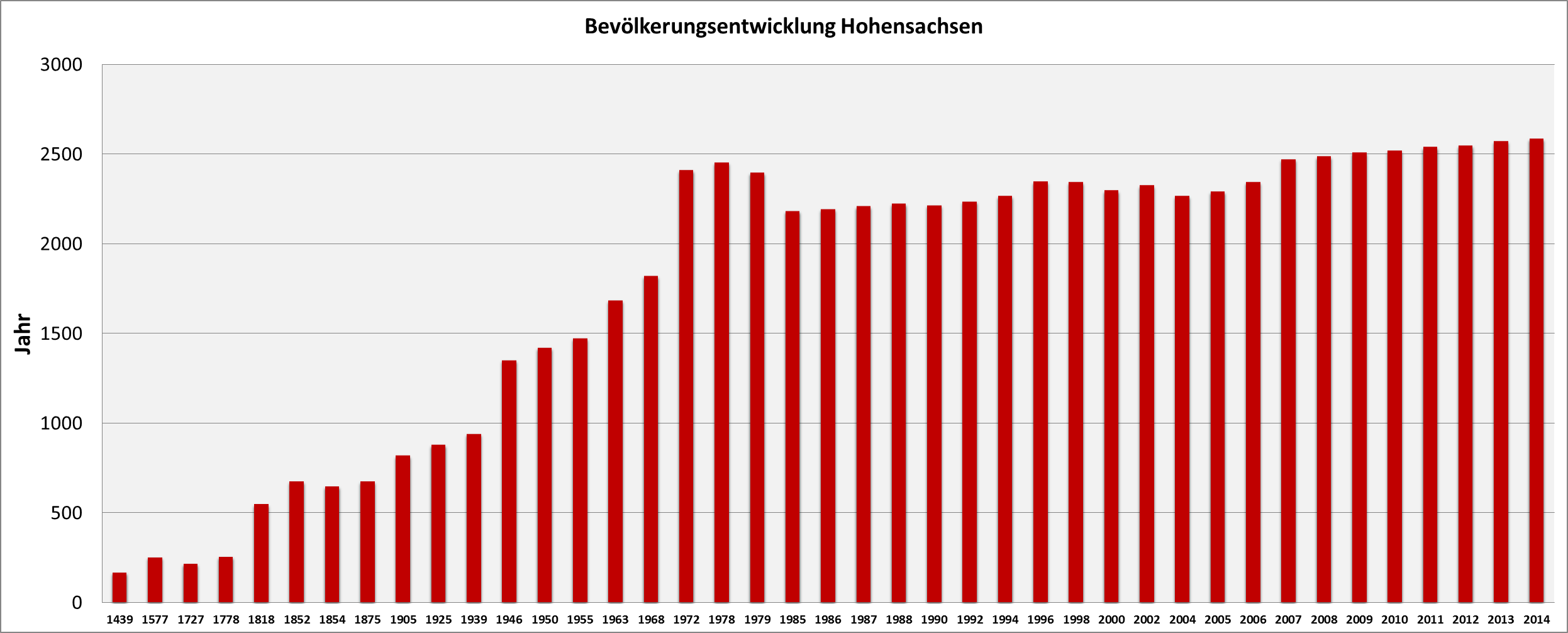
Bevölkerungsentwicklung Hohensachsen

Bis ins 18. Jahrhundert hatte Hohensachsen, aufgrund der Gemarkungs- und Siedlungsverhältnisse, eine entsprechend geringe Bevölkerung. Erst in der zweiten Hälfte des 18. Jahrhunderts erfuhr die Bevölkerung einen raschen Anstieg. Der Anstieg erfolgte bis Mitte des 19. Jahrhunderts, ab dort blieb die Bevölkerungsanzahl etwa gleich, abgesehen von kleinen Schwankungen. Die Stagnation der Bevölkerung hängt mit einer Auswanderungswelle um das Jahr 1850 zusammen. In diesen Jahren sind 111 Auswanderer aus Hohensachsen verzeichnet. Um 1875 wurde das Wachstum der Bevölkerungskurve wieder verstärkt. Allerdings war der Bevölkerungsgewinn mit ca. 40 v.H. in den Jahren von 1875 bis 1939 nicht besonders groß. Bis zum Zweiten Weltkrieg vergrößerte sich wie fast überall in Deutschland die Bevölkerung. Bis zum Jahr 1950 wurden in der Gemeinde Hohensachsen 315 deutsche Heimatvertriebene aufgenommen. Davon kamen 133 aus dem Sudetenland, 63 aus Rumänien, 44 aus Ungarn, 29 aus Jugoslawien und 31 aus den deutschen Ostgebieten darunter 20 aus Schlesien. Da die Wohnverhältnisse in Hohensachsen immer enger wurden und die industrielle Entwicklung der in der Nähe liegenden Städte rasch voranschritt, wurden neue Wohngebiete erschlossen. Dadurch stieg die Bevölkerung weiter an.
Seit den 1990er Jahren setzte sich aufgrund der Erschließung weiterer Wohngebiete im Nordwesten und Westen des Stadtteils der Aufwärtstrend bis heute weiter fort.
| Jahr | Einwohner |      | Jahr | Einwohner |      | Jahr | Einwohner |  | Jahr | Einwohner |
| 1439 | 170       | 1946 | 1352 | 1988      | 2224 | 2007 | 2472      |  |      |           |
| 1577 | 255       | 1950 | 1422 | 1990      | 2215 | 2008 | 2487      |  |      |           |
| 1727 | 219       | 1955 | 1474 | 1992      | 2237 | 2009 | 2510      |  |      |           |
| 1778 | 258       | 1963 | 1685 | 1994      | 2267 | 2010 | 2519      |  |      |           |
| 1818 | 550       | 1968 | 1821 | 1996      | 2347 | 2011 | 2539      |  |      |           |
| 1852 | 677       | 1972 | 2411 | 1998      | 2344 | 2012 | 2548      |  |      |           |
| 1854 | 650       | 1978 | 2454 | 2000      | 2297 | 2013 | 2573      |  |      |           |
| 1875 | 677       | 1979 | 2397 | 2002      | 2325 | 2014 | 2586      |  |      |           |
| 1905 | 820       | 1985 | 2184 | 2004      | 2267 |      |           |  |      |           |
| 1925 | 881       | 1986 | 2194 | 2005      | 2292 |      |           |  |      |           |
| 1939 | 941       | 1987 | 2209 | 2006      | 2344 |      |           |  |      |           |

## Politik

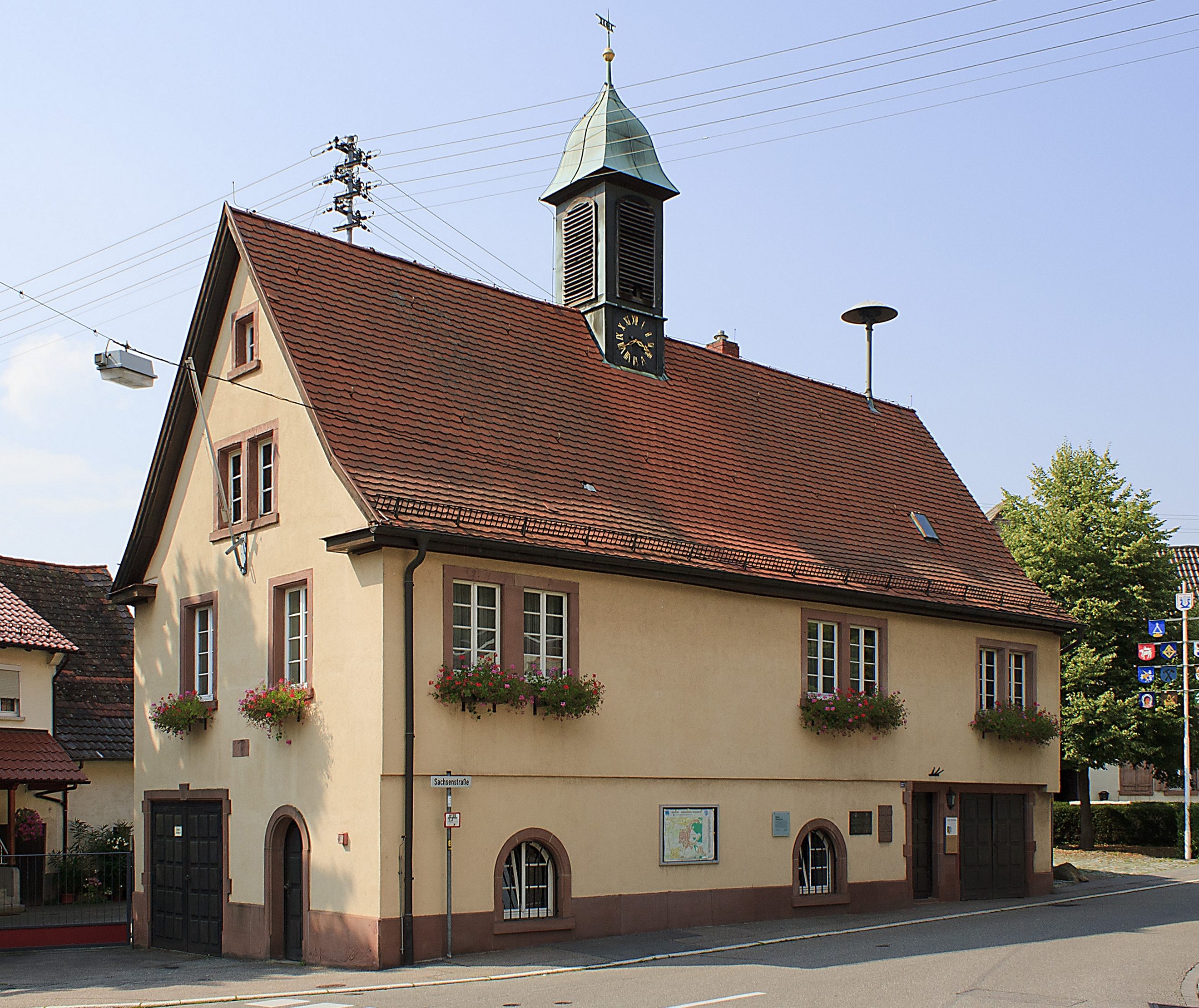
Hohensachsener Rathaus

### Ortschaftsrat
Mitglieder des Ortschaftsrates und deren Parteienzugehörigkeit:
- FW: 3 Sitze (Freie Wählervereinigung Hohensachsen, FWV)
- CDU: 2 Sitze
- SPD: 2 Sitze

### Bürgermeister
Schultheißen, Bürgermeister und seit der Eingliederung, Ortsvorsteher von Hohensachsen:
Derzeitige Ortsvorsteherin ist Monika Springer (FW).
| - 1700–1732: Stöhr, Sebastian - 1732–1803: Wolbert, Lorentz - 1803–1810: Wolbert, Lorentz - 1836–1845: Schneider - 1845–1859: Kramm - 1859–1867: Reinhardt - 1867–1887: Hauck, Georg - 1887–1917: Stöhr, Nikolaus - 1917–1919: Reinhardt, Philipp - 1919–1936: Rohr, Johann - 1936–1945: Glock, Peter | - 1945: Keller, Hermann - 1945–1946: Leonard, Josef - 1946–1956: Schwöbel, Georg - 1956–1963: Pfrang, Karl - 1963–1972: Bock, Lothar - 1972–1983: Bock, Lothar - 1983–1994: Müller, Rudolf - 1994–1999: Meerwein, Martin - 1999–2001: Mörke, Udo - 2001–2004: Ramdohr, Otfried - seit 2004: Springer, Monika |

### Wappen
Das Wappen von Hohensachsen zeigt, ein in ein Kreuz auslaufendes silbernes (weißes) Dreieck, welches auf einem goldenen (gelben) Dreiberg mit blauem Hintergrund steht.
Über das Wappen von Hohensachsen sind zwei verschiedene Deutungen bekannt, wovon allerdings keine der beiden falsch sein muss. Es gibt sowohl eine örtliche, als auch eine eher überörtliche Deutung des Wappens.
- Aus Urkunden überlieferte Deutungen besagen, dass das in ein Kreuz auslaufende Dreieck die ehemalige Hohensachsener Jakobskirche symbolisiert. Die Berge über den Sachsenorten (Hohensachsen, Lützelsachsen, Großsachsen) werden durch die drei gelben Bogen dargestellt.
- Eine weitere, nicht ortsbezogene Deutung besagt, dass das silberne Dreieck mit dem Kreuz das päpstliche Oberwappen sei. Es symbolisiert die Tiara, die spitzzulaufende Krone des Papstes. Ursprünglich war die Krone des Papstes unten von einem Edelstein besetzten Reif umgeben. Im 13. Jahrhundert hat sich dieser Reif zu einer mit Blumenornamenten geschmückten Krone gewandelt. Das Wappen von Hohensachsen stellt eines dieser dreibogigen goldenen Blumenornamente dar. Aus einer Urkunde aus dem Jahr 779 geht hervor, dass Hohensachsen damals zum Reichskloster Lorsch gehörte, was diese Deutung bestärkt.

### Partnerschaft
Hohensachsen unterhält seit 1974 eine Partnerschaft mit der Gemeinde Anet in Frankreich.

## Bildung, soziale Einrichtungen und Sport
Hohensachsen besitzt eine 1905 gebaute Grundschule, welche 2002 ausgebaut und renoviert wurde. Außerdem befindet sich ein evangelischer Kindergarten im Zentrum von Hohensachsen. Ein städtischer Kindergarten war provisorisch in der Schule untergebracht. Er hat im September 2010 ein neues Gebäude bezogen und zwar am ehemaligen Standort der 2009 abgerissenen Kegelbahn, direkt angebaut an die Mehrzweckhalle mit Sporthalle (14 × 27 m) und Hallenbad (8 × 25 m). Im Kindergarten ist auch eine Kinderkrippe angesiedelt. Die Mehrzweckhalle wird auch für größere Veranstaltungen mit Bühne, Mehrzweckraum, Küche, Garderobe, Foyer und weiteren Nebenräumen verwendet.
Des Weiteren existiert eine katholische Krankenstation.
In Hohensachsen befinden sich außerdem vier Kinderspielplätze, zwei Bolzplätze und ein Sportzentrum mit Großfeldsportplatz (Kunstrasen) und Sporthalle mit Handball-Spielfeld, Hundert-Meter-Bahn, Leichtathletikanlage, Tennisfeldern sowie einem Kleinfeldspielplatz.
Auch Handball wird in Hohensachsen gespielt, ab 2024 in der 3. Liga als Saase³Leutershausen Handball.

## Sehenswürdigkeiten
Es gibt in Hohensachsen eine evangelische, eine katholische und eine neuapostolische Kirche.

### Evangelische Kirche

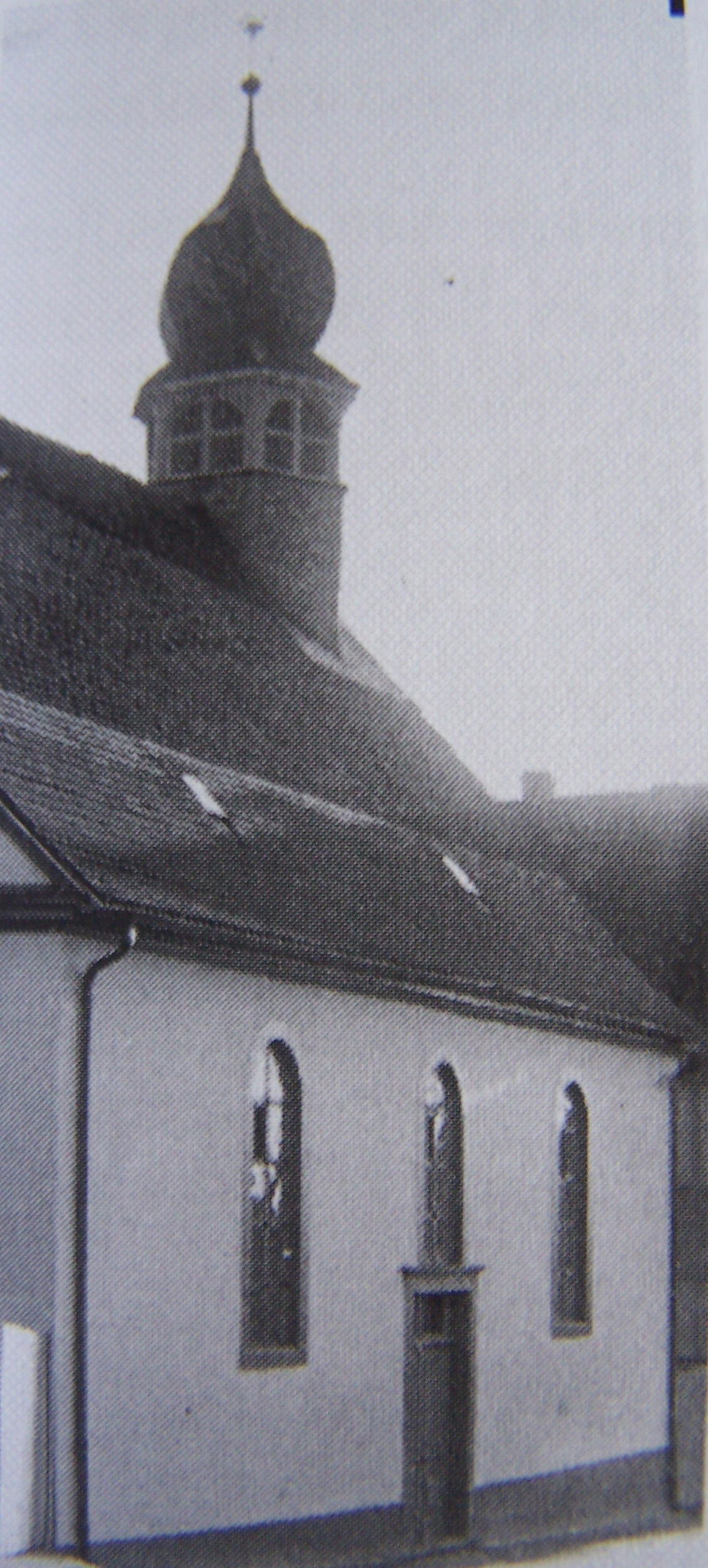
Alte Kirche von 1792 nach der Renovierung 1930

Unter Kurfürst Ottheinrich wurde 1556 die Jakobskirche, „die Kirche am Berg“, evangelisch. Im Dreißigjährigen Krieg (1618–1648) wurde die Kirche zerstört, aber bereits 1648 durch die evangelische Gemeinde wieder aufgebaut. Ab 1650 begann die Pfarrei Hohensachsen ihre schriftlichen Aufzeichnungen. Durch Pfarrer Jakob Frey(en) wurden ein Tauf-, Trau und Beerdigungsbuch angelegt. Zu diesem Zeitpunkt gehörten zur Pfarrkirche Hohensachsen auch Großsachsen, Lützelsachsen, Ritschweier, Rittenweier und Kunzenbach. In den nächsten Jahren mussten die Dorfbewohner mehrmals die Religion wechseln aufgrund der Religionswechsel der Kurfürsten der Pfalz. Im Jahr 1674 wurde beim Einfall der Franzosen das Pfarrhaus sowie die Jakobuskirche abermals zerstört. Die Kirche, die sich damals noch beim alten Friedhof von Hohensachsen befand, wurde wieder aufgebaut und der Pfarrer hatte seinen Wohnsitz nun in Leutershausen. 1679 begann Pfarrer Pfeiffer ein zweites Kirchenbuch beim Amtsantritt in Hohensachsen. Im Jahr 1700 wurde die Jakobuskirche nach einem Erlass des Pfalzgrafen Johann Wilhelm zur Simultankirche. 1707 verlor die Kirchengemeinde nach einem Enteignungserlass von Johann Wilhelm all ihren Besitz, Rechte und Einkünfte. Die Gemeinde wurde bettelarm, feierte aber in einer Scheune weiter Gottesdienst. Im Jahr 1713 wurde mit dem Bau der 291 Guldenkirche begonnen. Die Gemeinde begann eine Sammlung und bis zum Jahr 713 kamen schließlich 291 Gulden und 24 Kreuzer aus den umliegenden Ortschaften zusammen.

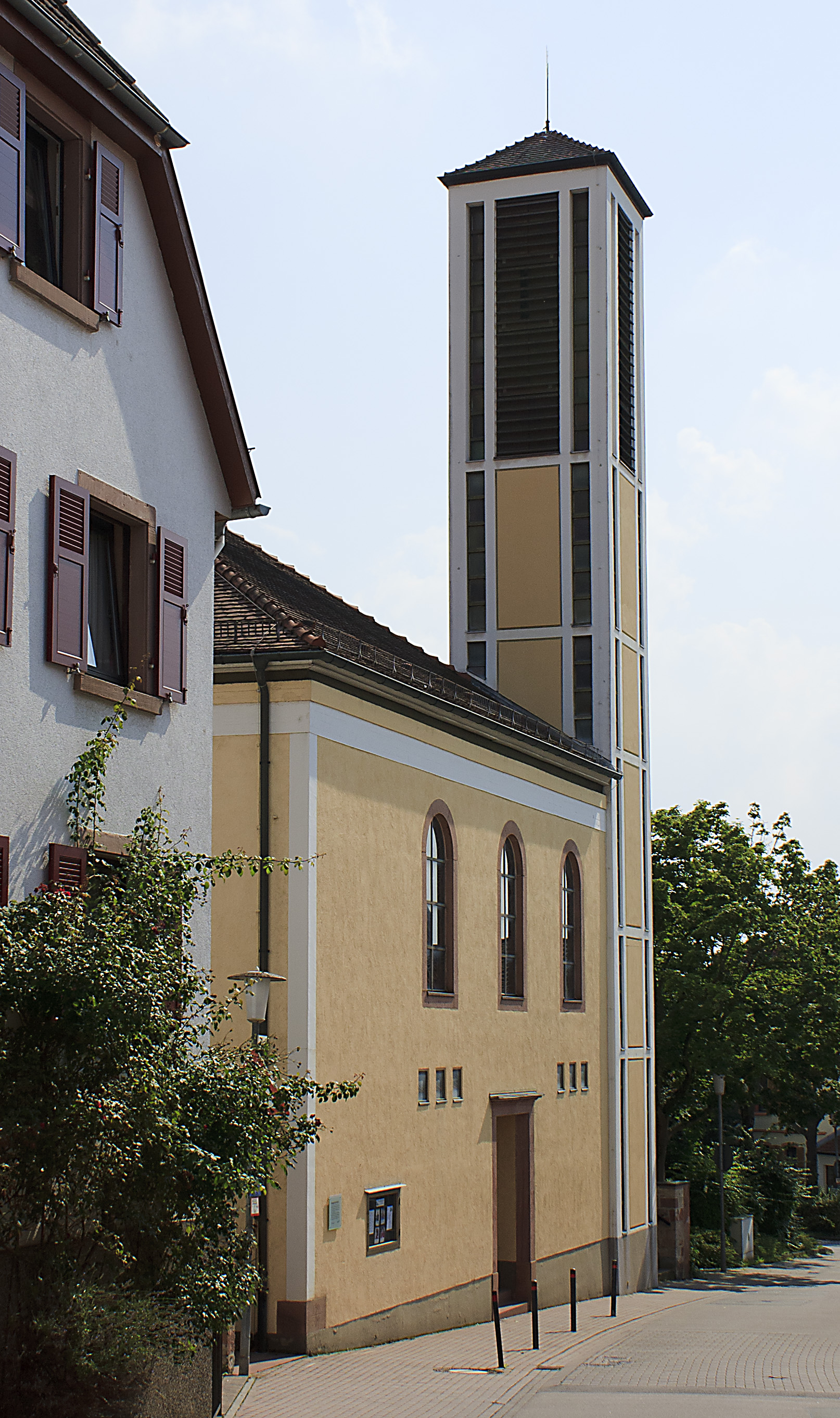
Evangelische Kirche von Hohensachsen

Man begann die neue Kirche auf dem Platz der heutigen Kirche zu bauen. Als Baumaterial diente Abrissmaterial von einem Brauhaus in Leutershausen. Auch die Ausführungen der Arbeiten waren mangelhaft. Bereits ein paar Jahre später konnte dem Zerfall der Kirche nicht mehr entgegengewirkt werden. 1730 begann man schließlich die Kirche erneut aufzubauen, diesmal jedoch in Form eines zweistöckigen Wohnhauses. Im Erdgeschoss befand sich der Gottesdienstraum und im 1. Stock eine Schule und Wohnung für Lehrer und Pfarrer. Das Obergeschoss konnte auch ohne den Gottesdienstraum betreten zu müssen durch eine außen angebrachte Stiege erreicht werden.
Noch heute kann man die Jahreszahl auf einem Stein über dem Eingang zur Sakristei sehen. Im Jahr 1790 sammelten die Hohensachsener Bürger erneut um die benötigten 1855 Gulden für eine neue Kirche aufzubringen. Da die 1730 erbaute Kirche nicht sehr stabil gebaut war und erneut vor dem Einsturz stand. Im Jahr 1792 sollte der Neubau der Kirche sowie des Schul- und Pfarrhauses beginnen.
Allerdings erhoben Bürger aus Lützelsachsen aufgrund alter Rivalitäten Einspruch. Der Einspruch wurde jedoch vom Kurfürst zurückgewiesen und Hohensachsen durfte seine Kirche bauen. 1824 wurde die Kirche für 105 Gulden renoviert und 1830 feierte die Gemeinde die Hundertjahrfeier der 1. Kirche. In den nächsten Jahren wurde die Kirche mehrere Male renoviert und 1892 wurde schließlich die Hundertjahrfeier der zweiten Kirche gefeiert. 1893 wurde die Kirche für 4883 Mark innen sowie außen unter Pfarrer Braun neu instand gesetzt. 1930 wurde das 200-jährige Jubiläum der Kirche von 1730 gefeiert und Dekan Hans Philipp sponserte der Kirche innen und außen einen neuen Verputz sowie eine neue Heizungsanlage. Im Jahr 1954 wurde die Kirche für 20.000 Mark noch einmal generalüberholt.
Doch im Jahr 1956 wurde die Kirche von einem Großfeuer zerstört. Aber man begann vier Jahre später wieder mit dem Neubau der dritten Kirche unter Pfarrer Peter Kohler. Während der Bauzeit der Kirche, die am 18. Dezember eingeweiht wurde, war die Kirchengemeinde Gast in Lützelsachsen. 1978 waren der Glockenstuhl und das Dach sanierungsbedürftig. Außerdem wurden alle Fenster doppelt verglast, um Heizungskosten einzusparen. Schließlich wurde im Jahr 1980 die 250-Jahr-Feier der ersten Kirche von 1730 begangen. Von Pfarrer Fritz Joecks wurde ein Gemeindebuch „250 Jahre Evangelische Kirche in Hohensachsen“ zum Gedenktag herausgegeben.
Im Jahr 2007/2008 wurde der Innenraum der Kirche durch die Evangelische Stiftung Pflege Schönau grundlegend renoviert.
Auch die Weigle-Orgel von 1961 wird durch Orgelbaumeister Martin Vier überarbeitet.

### Katholische Kirche

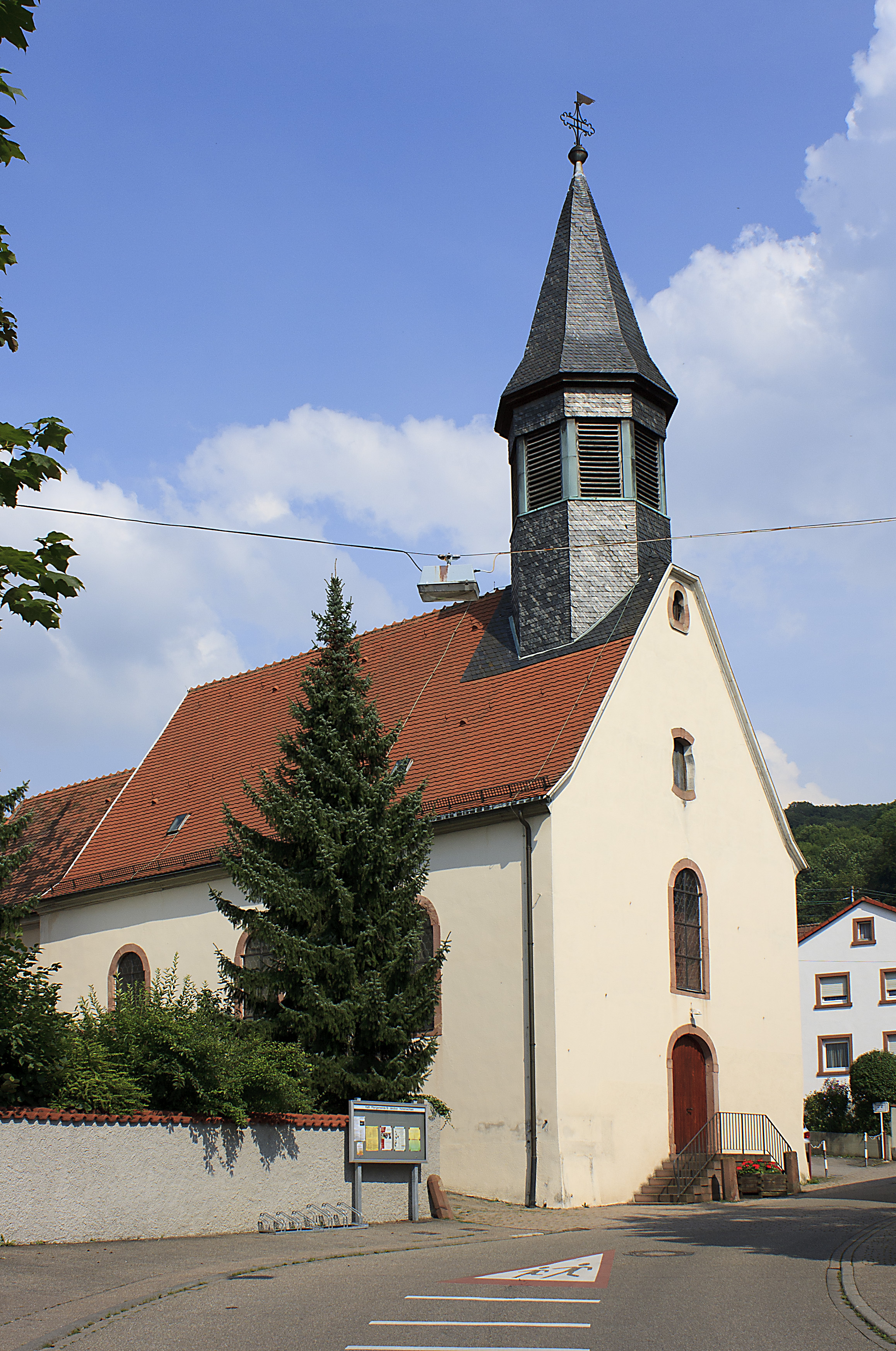
Katholische St.-Jakobus-Kirche

Im Jahr 1544 wurde ein Pfarrer vom Administrator des Hochmeistertums in Hohensachsen eingestellt. Im wurde auferlegt, nach den „Vätern und der Kirche“ zu predigen. Im Jahr 1561 protestierte der Deutsche Orden gegen die Berufung eines calvinistischen Predigers. Allerdings haben die Pfälzer den katholischen Pfarrer erst 1565 endgültig vertreiben können. Nun machte die Pfarrei einen Konfessionswechsel vom Calvinismus zum Luthertum und anschließend wieder zum Calvinismus durch. Im Dreißigjährigen Krieg wurde die Pfarrei schließlich durch den Orden wieder katholisch besetzt. 1700 musste der in Hohensachsen dienende Seelsorger, den Hohensachsen durch die Weinheimer Karmeliter erhielt, einem Seelsorger des Deutschen Ordens Platz machen. In der pfälzischen Kirchenteilung, im Jahr 1707, wurde die Pfarrei endgültig den Katholiken zugesprochen und weiterhin durch den Deutschen Orden besetzt. 1509 schlichtete der Pfalzgraf einen Streit um die Baupflicht der Kirche zwischen dem Deutschen Orden und der Gemeinde. Durch die Franzosen wurde 1674 die Kirche zerstört. Von 1705 an wurde sie wieder aufgebaut, allerdings nur notdürftig, so dass weitere Sanierungsarbeiten notwendig waren. 1766 konnte der Ordensgeistliche im Dorf selbst eine Kapelle beim Pfarrhaus fertigstellen, die dieser schon 20 Jahre davor beantragt hatte. Allerdings musste diese bereits 1771 einer neuen Pfarrkirche weichen. Die alte Jakobuskirche wurde nun ganz aufgegeben und ihrem Verfall überlassen. Nur die Ummauerung des zugehörigen Kirchhof, das spitzbogige Hauptportal und eine weitere kleine gotische Pforte sind bis heute erhalten.

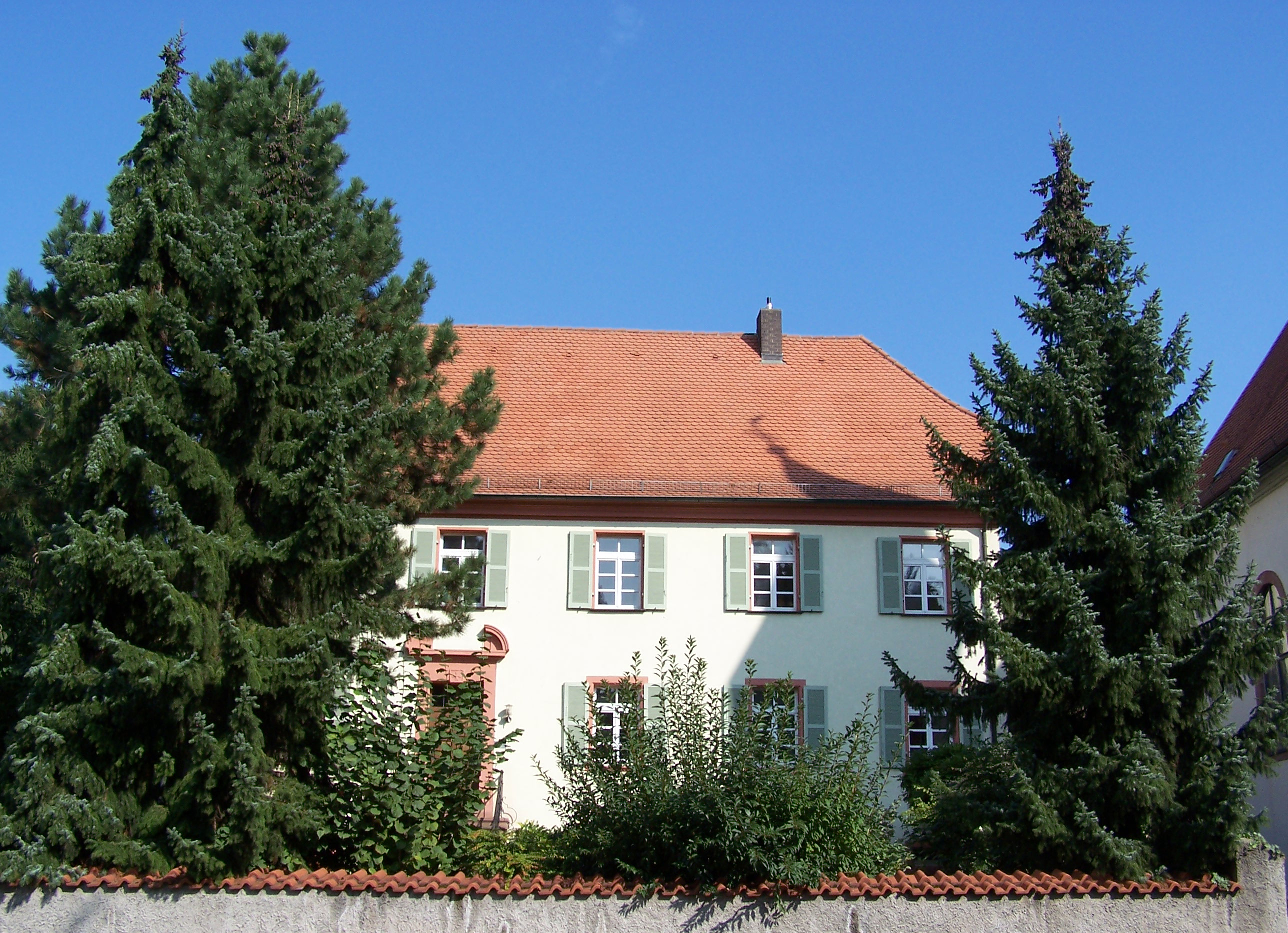
Katholisches Pfarrhaus von Hohensachsen

So gab es 1744 Bitten um Erlaubnis eines Kapellenbaues am Fuß des Berges, da sich der Zustand der Jakobuskirche immer mehr verschlechterte und kaum mehr haltbar war. Türen und Fenster der Kirche fehlten, Messgewänder und Altartücher waren gestohlen worden und der Kirchturm war eingestürzt. Im Jahr 1771 wurde die katholische Pfarrkirche von Hohensachsen neu erbaut. Die alte Kirche auf dem Berg hatte nach 800-jährigem Bestehen ihre Aufgabe der neuen Kirche übergeben. 1787 wurde das neue katholische Pfarrhaus errichtet, dessen Grundstein mit derselben Klinge und Hammer gelegt wurde, wie der Schlussstein der Heidelberger Brücke. Die heutige Pfarrkirche wurde 1771 entworfen und ist dem heiligen Jakobus geweiht. An den Saal, der aus drei Achsen besteht, schließt ein eingezogener Chor mit dreiseitigem Abschluss an. Durch Baudirektor Dykerhoff wurde der Kirche 1812 über der Giebelfassade mit dem Hauptportal ein Dachreiter aufgesetzt. Die Kirche ist mit ihren drei Barockaltären üppig ausgestattet.
Im Jahr 1768 wurde ein neuer Friedhof, als eine Erweiterung des alten Friedhofs gedacht, erschlossen. Dieser Friedhof, den man zu den ältesten Friedhöfen der Region zählt (ca. 1000 Jahre) ist heute noch im Besitz der katholischen Kirchengemeinde. 1960 wurde schließlich ganz in der Nähe des alten Friedhofes ein neuer Friedhof mit Leichenhalle und Kapelle angelegt.

### Alter Bergfriedhof
Einen der ältesten Friedhöfe der Region besitzt Hohensachsen. Seit mehr als tausend Jahren werden auf dem alten Bergfriedhof am Äpfelberg die Toten des Ortes zur letzten Ruhe gebettet. Früher stand dort die Jakobuskirche, die nach alten Erzählungen ehemals ein Kloster war. Die noch vorhandenen dicken Mauern lassen ebenfalls darauf zurückschließen.
Eine Sage berichtet von einem geheimnisvollen Gang zur unteren Bergstraße. Eine weiße Ulme auf dem Friedhof, die vor Jahren umgeschlagen wurde schlägt wieder aus, so berichtet die Sage, da ein heidnischer Sachse an dieser Stelle einen Klosterinsassen erschlug. Der Friedhof wird auch in weiterer Zukunft die Toten des Dorfes aufnehmen. Er wurde jüngst von überfälligen Gräbern geräumt und ist nun für weitere Bestattungen frei. Es wurde notwendig, da der unterhalb gelegene neue Friedhof, der im Jahre 1960 mit seiner Friedhofskapelle in Benutzung genommen wurde, fast voll belegt ist.

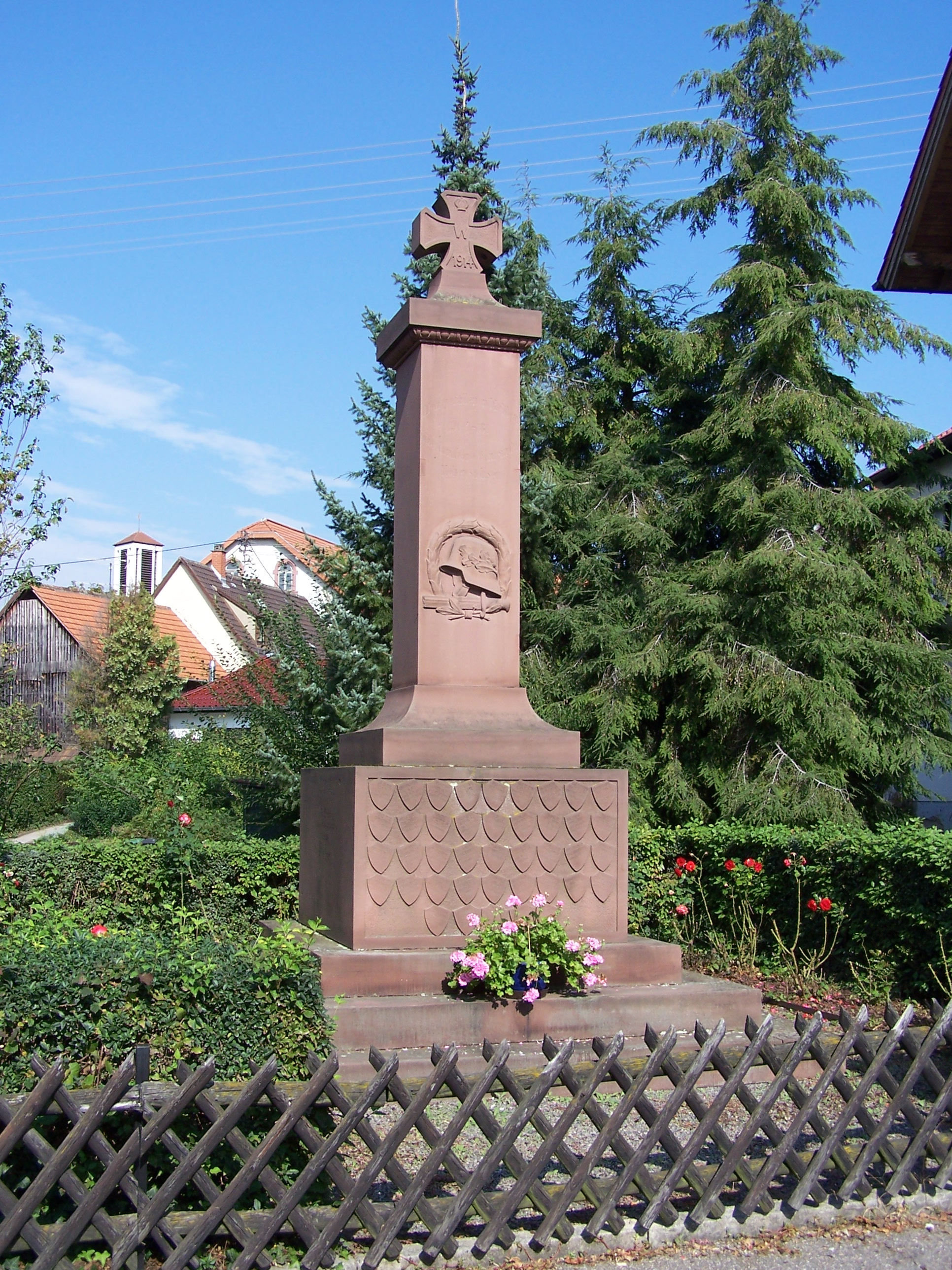
Kriegerdenkmal Hohensachsen

### Rathaus
Das Rathaus von Hohensachsen stand bereits 1538 an der heutigen Stelle. Das Gebäude wird durch einen romanischen Unterbau und einen fränkischen Fachwerkoberbau gekennzeichnet. Das Rathaus wurde 1965 innen umgebaut und vollständig renoviert. Es weist im Erdgeschoss die Jahreszahl 1538 auf. Allerdings sitzt diese nicht mehr an ursprünglicher Stelle, da es sich bei dem Rathaus im Wesentlichen um einen Bau von 1686 handelt. Es wurde auf den Fundamenten des alten Rathauses von 1538 gebaut, das 1674 durch die Franzosen unter Turenne niedergebrannt wurde.

### Kriegerdenkmal
Das Kriegerdenkmal wurde in unmittelbarer Nähe des Rathauses gebaut. Es befindet sich auf einem kleinen Platz und erinnert an gefallene Soldaten, die nicht mehr in ihren Heimatort zurückkehrten.

### Besucherbergwerk Marie in der Kohlbach
Im östlich gelegenen Kohlbachtal befindet sich das mittelalterliche Silber- und Bleibergwerk Grube Marie in der Kohlbach, dessen Tagstollen seit 2008 besichtigt werden kann. Weitere Bergbauspuren finden sich in der Liste von Bergwerken im Odenwald.

## Persönlichkeiten

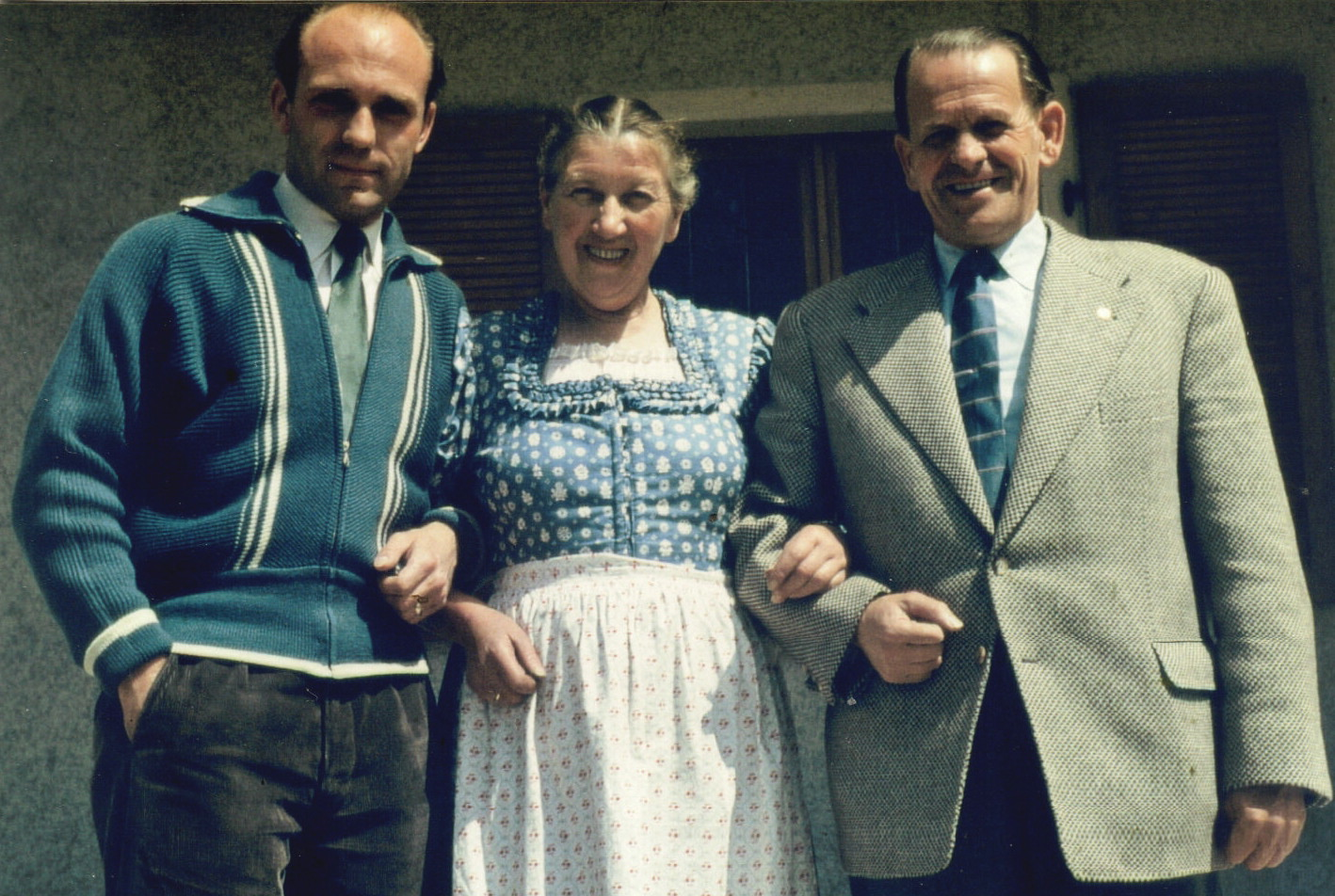
Sepp Herberger (rechts) 1955 vor seinem Haus in Hohensachsen (mit Frau Ev und Klaus-Peter Kirchrath)

### Ehrenbürger
- Sepp Herberger (1897–1977), Diplom-Sportlehrer, Trainer der Fußball-Weltmeistermannschaft von 1954, wohnte lange Zeit in Hohensachsen.
- Jakob Wolperth, Errichter der Jakob-Wolperth-Stiftung

### In Hohensachsen geboren
- Otto Däublin (1900–1975), evangelischer Pfarrer
- Erich Wolf (1940–2012), Fußballtorhüter, Bauingenieur